# Ichneumon berninae
Ichneumon berninae là một loài tò vò trong họ Ichneumonidae.